# همتی
همتی می‌تواند به افراد زیر اشاره کند:

## سیاست مداران
- عبدالناصر همتی، وزیر اقتصاد و دارایی.
- فریدون همتی

## ورزشکاران
- آدام همتی

## هنرمندان
- آناهیتا همتی، بازیگر ایرانی
- جلال همتی، خواننده ایرانی
- سیروس همتی